# 維爾紐斯舊劇場

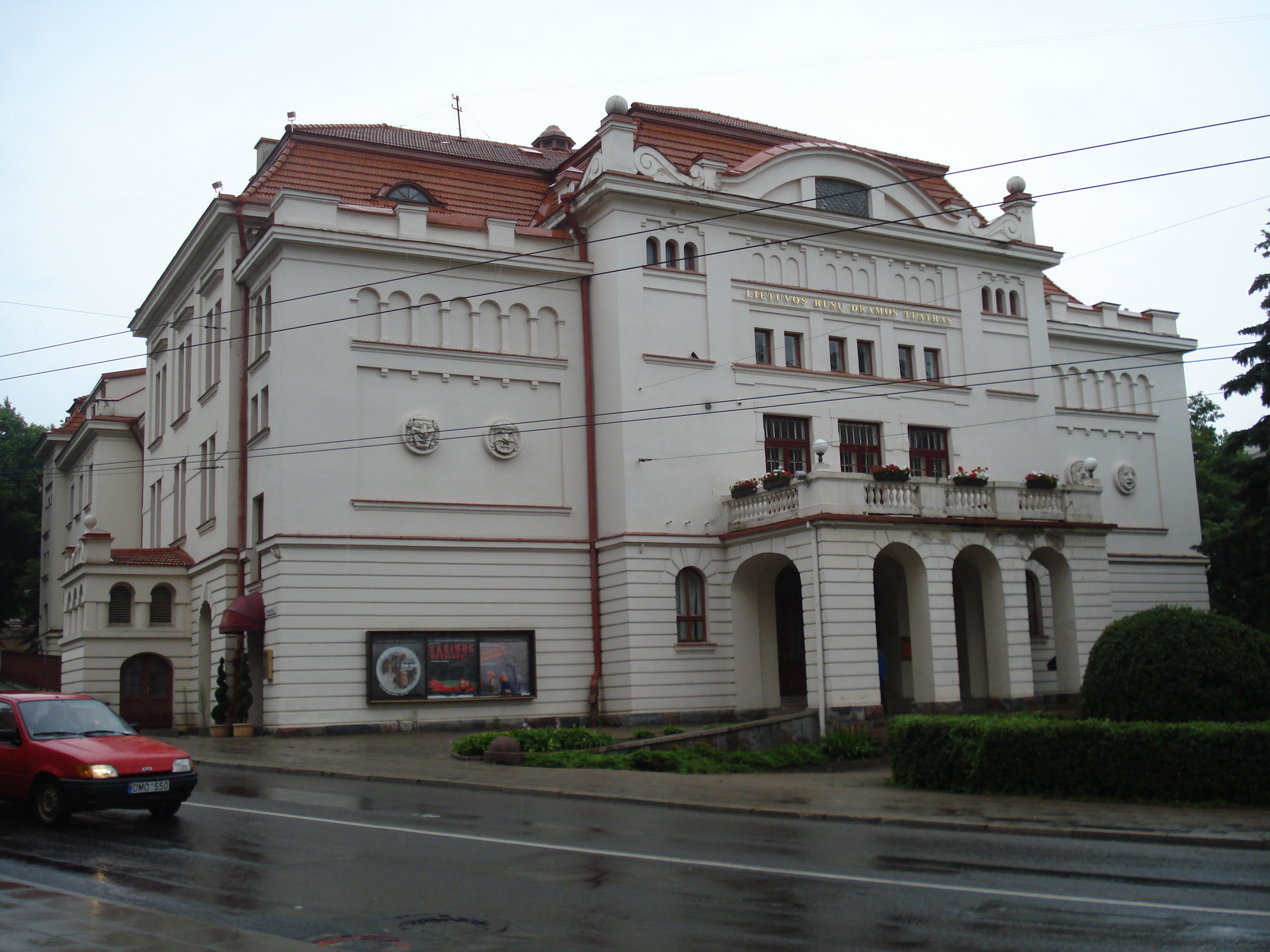
維爾紐斯舊劇場

54°40′51″N 25°16′24″E / 54.68087°N 25.27323°E
維爾紐斯舊劇場是立陶宛首都維爾紐斯的一座俄羅斯語劇場。主要演出一些俄語劇目，有時也有立陶宛語劇目。
這座劇場是亞歷山德林斯基劇院演員帕維爾·瓦西里耶夫在1864年創建的，原名俄羅斯劇場（俄语：Русский драматический театр），曾經是維爾紐斯唯一的劇場。二戰中劇場建築被毀，在1946年重建。2022年俄羅斯入侵烏克蘭以後劇場改用現名。

## 外部連結
- 官方网站 （立陶宛文）（俄文）